# اورلیندا (تنسی)
اورلیندا(به انگلیسی: Orlinda) شهری در ایالت تنسی کشور ایالات متحده آمریکا است که جمعیت آن در سرشماری سال ۲۰۱۰ میلادی، ۸۵۹ نفر بوده‌است.